# Ernesto Colnago
 (août 2008).
Si vous disposez d'ouvrages ou d'articles de référence ou si vous connaissez des sites web de qualité traitant du thème abordé ici, merci de compléter l'article en donnant les références utiles à sa vérifiabilité et en les liant à la section « Notes et références ».

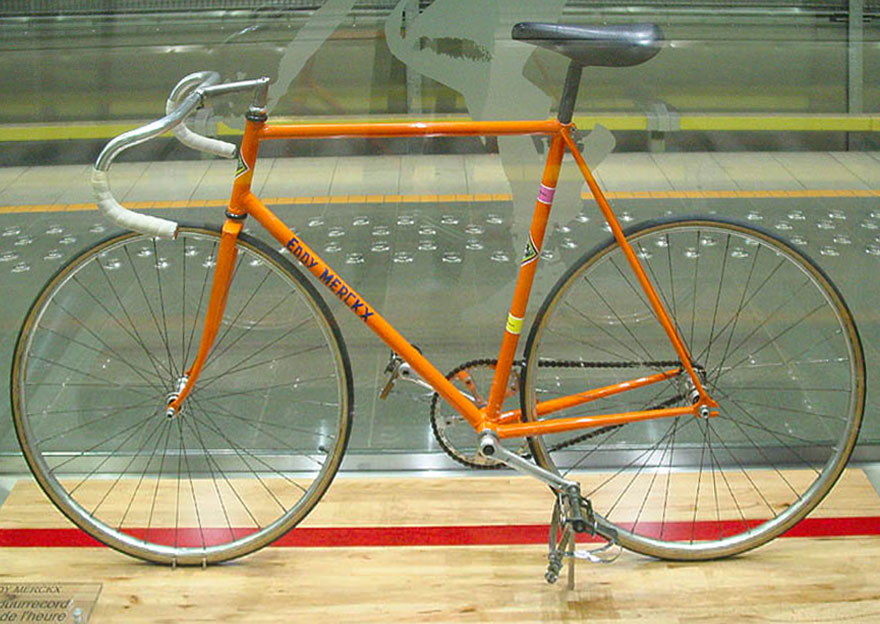
Vélo de piste (à cadre Colnago) du record de l’heure d’Eddy Merckx en 1972.

Ernesto Colnago, né le 9 février 1932 à Cambiago, fils d'agriculteur, est mécanicien en 1954 chez Molteni (plus tard l'équipe d'Eddy Merckx). Ce mécanicien hors pair prépare et réalise les cadres pour l'équipe, celle-ci devient imbattable. Depuis que la société Colnago équipe les plus grandes équipes professionnelles et les vélos (en fait le cadre et la fourche), « la Colnago » a gagné les plus grandes courses du monde.
Ernesto Colnago fabrique le cadre pour le record de l'heure d'Eddy Merckx, le 25 octobre 1972 à Mexico (49,431 km dans l'heure).
Le 5 novembre 1994, Colnago récidive avec Tony Rominger à Bordeaux (55,291 km dans l'heure).
En 1987 à Cambiago, en collaboration avec Enzo Ferrari, ceux-ci réalisent un vélo tout carbone à l'aide de la technologie de la Formule 1.
Colnago invente la fourche droite, après une étroite collaboration avec Ferrari, leurs calculs prouvant qu'une fourche droite est plus performante pour une fabrication plus simple qu'une fourche courbée.
Colnago crée la première fourche « tout carbone » (du pivot aux pattes de la fourche).
Colnago crée aussi son ensemble cadre-fourche qui fera date dans le cœur du peloton, le fameux C40 (« 40 » pour fêter les 40 ans de l'entreprise), ce cadre est hors normes, le procédé de fabrication par polymérisation (et non collage) permet d'obtenir un cadre carbone rigide tout en étant confortable, alliant ainsi les avantages du monocoque sans les inconvénients (contrairement à beaucoup de cadres de l'époque, qui eux étaient collés ou monocoque).
Ernesto Colnago privilégie toujours le high-tech, la mécanique logique et sécurisée (refus du jeu de direction intégré), ainsi qu'un dessin de géométrie du cadre permettant des prises de risque sur la route sans surprises, sans vibrations même à très hautes vitesses.
Colnago est la marque de la classe italienne (cadre peint par aérographie, chaque cadre est unique), de la performance, de la finition haut de gamme, en un mot du vélo haute couture.